# Kolovesi
Kolovesi är en del av en sjö i Finland.   Den ligger i landskapet Södra Savolax, i den sydöstra delen av landet, 300 km nordost om huvudstaden Helsingfors. Kolovesi ligger 62 meter över havet. I omgivningarna runt Kolovesi växer i huvudsak blandskog.